# American Oriental Society
American Oriental Society – amerykańskie towarzystwo naukowe, założone w 1842. Wydaje "Journal of American Oriental Society".